# みさきアグレッシヴ!
『みさきアグレッシヴ!』は翔泳社ソフトウェアソリューション局が1998年7月23日に発売したプレイステーション専用の育成ゲーム。
プレイヤーは武術道場の跡取り娘として、編入させられた格闘学園で仲間を集めて150日の期限内に最強の座を目指し、もといた学園へ戻ることを目指すというもの。授業に格闘が取り入れられている以外普通の女学園であるが、あくまで鍛錬・組み手といった格闘（およびそれに付随するイベント）中心で進展する。

## ストーリー
杠美咲は総合武術・杠流闘術の跡取り娘。しかし美咲は後継者の自覚などなく、毎日をお気楽たのしく過ごしたいと思っていた。ところが道場の師範が祖父・杠厳格になってからというもの、門下生は日ごとに減ってゆく一方。「このままでは杠流闘術が滅びてしまう」と厳格はある妙案を思いつく。孫娘の美咲を勝手に格闘技を奨励する「白百合学園」へ編入させ、「元の学園へ戻りたければ白百合学園で最強になれ」と言いつける。美咲は平穏な元の生活を取り戻すため仕方なく白百合学園での生活をスタートさせるのだった。

## システム
シミュレーションモードとバトルモードがあり、前者は毎日の行動で、仲間を集めたり、鍛錬をしたり、ライバルの調査やライバルへの闇討ち・引き抜き、また自分の仲間と親交を深めたりすることができる。ライバルにバトルを申し込んで受理されるかバトルの申し込みを受けると後者のバトルモードとなり、校内の様々な場所や街中などの選んだフィールドでのバトルとなる。フィールドによって移動範囲や障害物が異なり、キャラクターを移動させ攻撃や必殺技を使い先に相手チームを全て倒せば勝利となる。またバトルに3回連続で敗北するとゲームオーバーとなる。
そのほかイベントとしてライバルのオフタイムを見たり、キャラクターが噂を聞いて仲間に志願してきたり、仲間の相談を受けたり、また関係値が低ければ仲間が突然去ることなどもあり、仲間となるキャラクターの組み合わせで必殺技を習得するイベントなどもある。細かいものも含め239のイベントがあり、見たものからおまけモードに追加され、回想できるようになる。ゲームの進行状況に合わせてイベントや登場人物も変わるため1度毎のプレイで見ることができるのはわずかずつである。
エンディングも複数あり、クリア日数やバトル数、仲間にしたキャラクター数などでストリートファイターや白百合学園に残るなど変わり、またゲームオーバーも負けたライバルキャラクターなどによって変化する。

## 主なキャラクター

### 戦闘キャラクター
バトルに参加可能なキャラクターは、美咲を除く全てが、学校制服姿と戦闘用コスチュームの2種類の姿を持つ。
杠 美咲（ゆずりは みさき）（声：南央美）
幼いころより厳格に格闘技を教え込まれてきた少女。迷惑な祖父の陰謀により無理やり白百合学園へと編入させられてしまう。一子相伝である杠流闘術の後継者であるが自覚はほとんどなく、ただ毎日を面白おかしく過ごしたいだけである。
唯一、戦闘用コスチュームを持たず、制服姿のままで戦う。
天草 霧子（あまくさ きりこ）（声：浅野まゆみ）
「妖乱」というレディースのリーダー。ケンカが大好きでかなりの危険人物。反面、自分を犠牲にしても仲間を守ろうとするところも持っている。
葉隠 凪（はがくれ なぎ）（声：かないみか）
忍者の里より修行のため白百合学園へやってきた少女。子供っぽくイタズラ好きでちょっとした問題児。一人前のくの一のつもりだがまだまだ半人前である。
氷川 未来（ひかわ みき）（声：豊嶋真千子）
星と会話することができる（らしい）少女。夜になると星を仰いで語り合う趣味を持つ。不思議な力があり周囲ではよく不可解な現象が起きる。
佐伯 瞳（さえき ひとみ）（声：吉田古奈美）
父親が発明家で、機械をオモチャに育ってきたという少女。父親の才能を継いで幼いころから発明家として開花している。自分は天才で、周りの人間はみなサル同然という偏見がある。
浅香 萌（あさか もえ）（声：夏樹リオ）
実家がペットショップ経営をしている少女。幼いころから動物とともに育ってきており、キタナイ部分を持つ人間を不信している。語尾に「〜にゃ」とつける独特の喋りをする。
楊 麗花（ヤン・レイファ）（声：こおろぎさとみ）
中華飯店を経営する家の少女で中華料理をこよなく愛する。格闘技だけでなく料理の腕も一流である。父親が中国人のため、語尾に「〜アル」や「〜ネ」とつく独特の喋りをする。
桐生 綾乃（きりゅう あやの）（声：平松晶子）
白百合学園教師で、美咲が編入したクラスの担任。豊満な体つきで生徒の憧れの的である。特別な変身能力を持ち、謎の少女として学園の格闘技に参加している。
龍ヶ崎 沙羅/沙希（りゅうがさき さら/さき）（声：長沢美樹）
白百合学園理事長の孫娘にして、学園最強の双子。沙羅が姉で沙希が妹。常に行動を共にし、自分たち以外の周りの人間を見下す高飛車なお嬢様。
- そのほか仲間となるキャラクターが多く登場し、総勢54名にも及ぶ。声は以下の声優。

中村恵子、高橋千晶、西田裕美、藤野とも子、藤巻恵理子、満仲由紀子、岡本奈美、二木静美、小田美智子、根橋美絵子、御崎朱美、五十嵐久美子、藤田さゆり、吉田弥生、坂本円、角田早穂、高橋勢都子、金田沙織、森上えり、杉浦智子（順不同）

### 非戦闘キャラクター
杠 厳格（ゆずりは げんかく）（声：緒方賢一）
一子相伝で代々受け継がれてきた杠流闘術の83代目現師範代。孫娘にまで手を出すほどのスケベジジイなため、道場の門下生が去ってゆく原因を作った。しかしながら、格闘技の腕前だけは超一流の持ち主である。
杠 格児（ゆずりは かくじ）（声：結城比呂）
厳格の息子にして美咲の父親。格闘技の腕前を磨くため放浪の旅を続けており、家にも突然帰ってきてはすぐまた突然出てゆくばかりでなかなか居つかない。杠流闘術を鍛えこまれただけに格闘技の腕前はかなりの持ち主。
杠 真澄（ゆずりは ますみ）（声：くればやしたくみ）
道場の門下生として入門し、その後格児の妻となった美咲の母親。普段はニコニコして優しい母と評判であるが、白百合学園のOGであり、格闘技の腕も兼ね備えている。